# Elecciones municipales de Cuba de 1979
Las elecciones municipales de Cuba de 1979 se realizaron el 8 y 15 de abril de dicho año para elegir a los miembros de las Asambleas Municipales del Poder Popular. Fueron las segundas elecciones de carácter local tras la elección de los delegados que eligieron a los miembros de la Asamblea Nacional del Poder Popular de Cuba en 1976.
Se presentaron más de 24 000 candidatos para llenar los cupos en alrededor de 10 000 circunscripciones. En aquellos municipios en donde no hubo un triunfador por mayoría absoluta, se realizó una segunda vuelta el 15 de abril.

## Participación
Los datos oficiales de participación ciudadana en estas elecciones se resume en la siguiente tabla:
| Provincia           | Participación   |
| ------------------- | --------------- |
| Pinar del Río       | 97.6%           |
| La Habana           | 97.4%           |
| Ciudad de La Habana | 94.7%           |
| Matanzas            | 98.4%           |
| Villa Clara         | 98.4%           |
| Cienfuegos          | 97.4%           |
| Sancti Spíritus     | 96.6%           |
| Ciego de Ávila      | Sin información |
| Camagüey            | 97.5%           |
| Las Tunas           | 97.9%           |
| Holguín             | 97.4%           |
| Granma              | 97.3%           |
| Santiago de Cuba    | 97.3%           |
| Guantánamo          | 97.6%           |
| Isla de la Juventud | 96.0%           |
| Total               | 96.9%           |